# Linnaeushof 47-48 (Amsterdam)
Linnaeushof 47-48 te Amsterdam is een gebouw aan het Linnaeushof in Amsterdam-Oost.

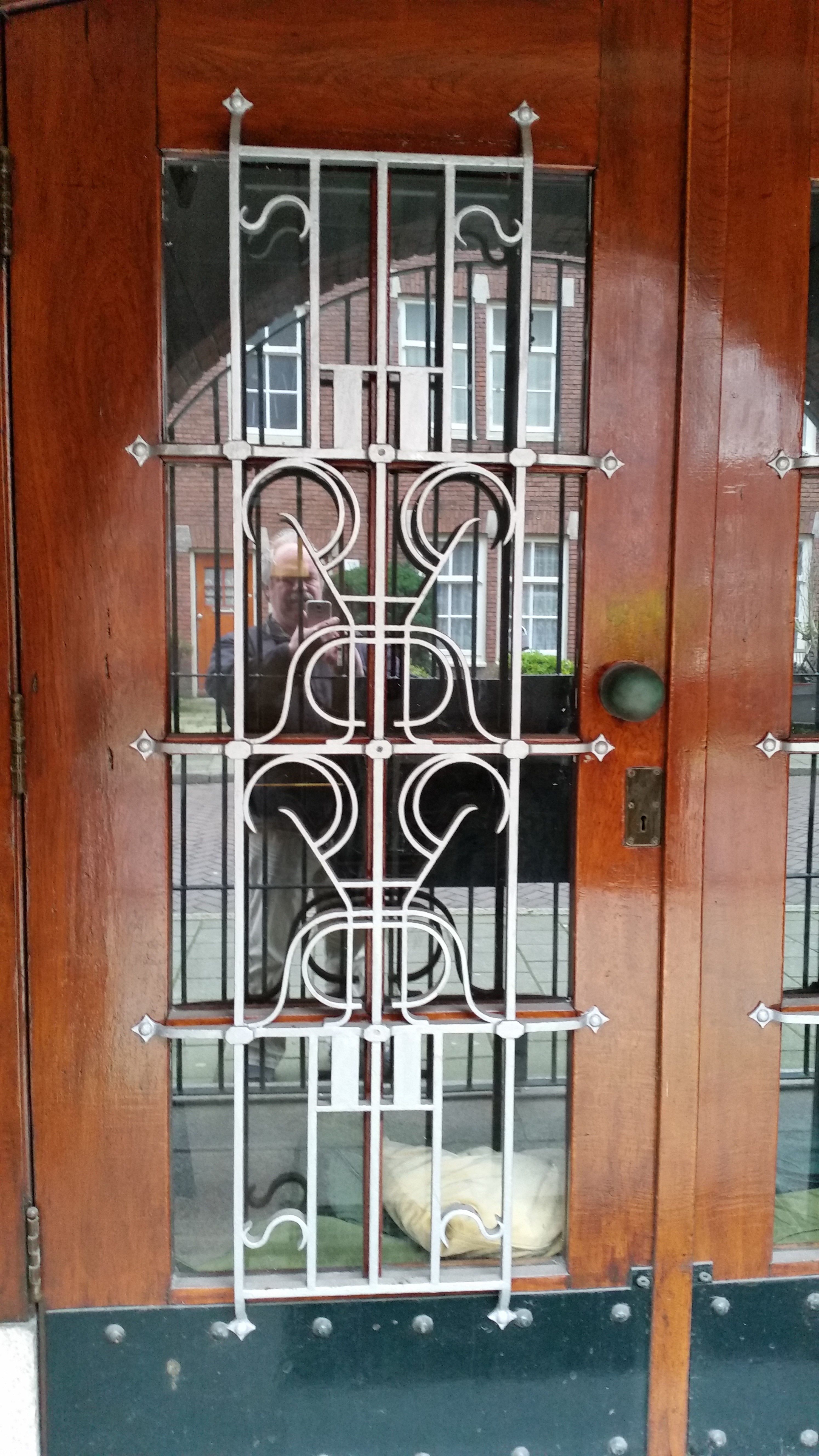
Deur met traliewerk (februari 2020)

Vanaf 23 april 1931 tot april 1932 werd hier een katholieke school gebouwd in een katholieke enclave in de voormalige gemeente Watergraafsmeer. De school staat eigenlijk niet meer aan het Linnaeushof, maar aan de uitvalsweg met dezelfde naam van dat hof naar de Wethouder Frankeweg. De school bracht onderdak aan Gewoon Lager Onderwijs (GLO) en Uitgebreid Lager Onderwijs (ULO); beide voor meisjes. De Rotterdamse gebroeders Kraaijvanger ontwierp het gebouw in de rationalistische stijl. Ze moesten daarbij wel rekening houden met de overige bouwsels aan het hofje ontworpen door Alexander Kropholler. Die wens is onder meer terug te vinden in de kleur baksteen (roodbruin, handvormsteen) en afwerking in natuursteen (Euville kalksteen en Beijers graniet). Door dit uiterlijk sluit het gebouw qua stijl ook aan op de Henk van Laarbrug, ontworpen door Piet Kramer, die ontwierp binnen de stijl van de Amsterdamse School. De school kreeg de naam Clara Feyschool; Clara Fey leidster van de congregatie Zusters van het Arme Kind Jezus. Een klooster naar haar genoemd is terug te vinden op Linnaeushof 43-44, Amsterdam.
Het pand sluit fysiek aan bij de Sint-Lidwinaschool, maar is juist qua kleur en stijl erg afwijkend daarvan.
Ook in de beginjaren van de 21e eeuw zijn beide schoolgebouwen als school in gebruik; in het gebouw op nr. 47-48 zit sinds 2016 een mavo (De Amsterdamse MAVO) nadat het enige tijd onderdak had geboden aan een deel van het Cygnus Gymnasium. Het gebouw werd in 2016 een gemeentelijk monument.